# NEWoMan

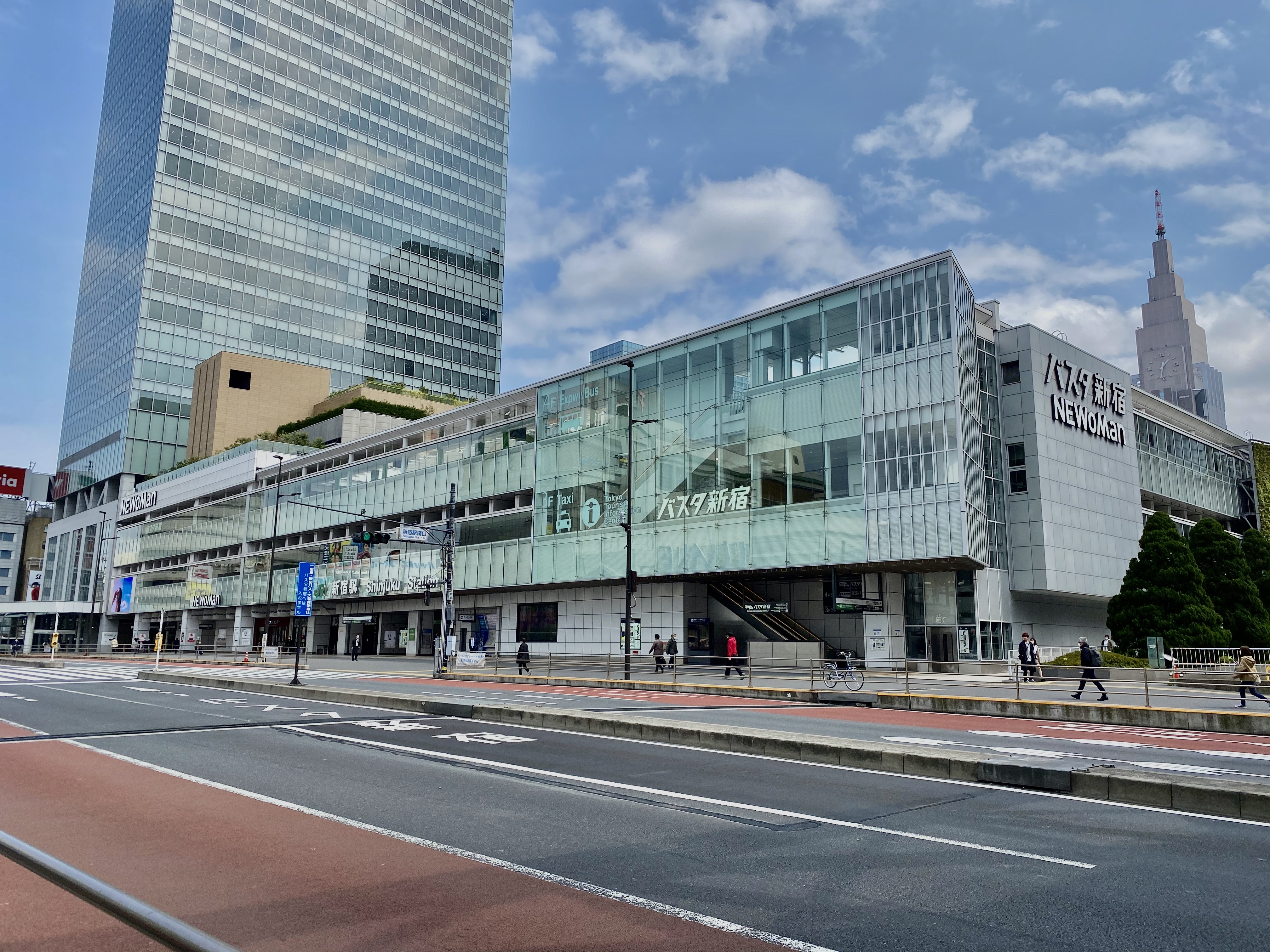
NEWoMan新宿

NEWoMan（ニュウマン）は、東日本旅客鉄道（JR東日本）の連結子会社で、 駅ビル型ショッピングセンター（ファッションビル）を運営する株式会社ルミネが展開するファッションビルのブランド。
従来のルミネより年齢層が高めの30〜40代のより上質で本物志向の大人の女性をメインターゲットにしている。2020年時点でNEWoMan新宿（JR新宿ミライナタワー内）とNEWoMan横浜（JR横浜タワー内）の2店舗が存在しており、2025年3月27日に街びらきした高輪ゲートウェイ駅に隣接するTAKANAWA GATEWAY CITYにNEWoMan高輪として3店舗目の展開を行う。

## 概要

### ニュウマン新宿
甲州街道の南側にあるJR新宿ミライナタワーの1～4階（M2階を含む5フロア）とクリニックフロアの一部、駅部2階（エキナカ・エキソト）および線路上空文化交流施設の一部に展開し、売り場面積は約7600平方メートルである。約100店舗が出店し、その約8割が新宿初出店だった。建物は新宿駅以外にもバスタ新宿とも直結している。
新宿にはすでに複数のルミネ店舗が存在し、その中でもニュウマンは「ルミネ1、2の卒業生ともいうべき年代で、買い物の経験が豊富であり、他人とは違うものを欲している女性」をターゲット層として設計されている。

### ニュウマン横浜
横浜駅西口の駅ビルJR横浜タワー内の1階から10階に入居し、売り場面積は約1万3000平方メートル。ルミネが運営するファッションビルとしては初めて、グッチやティファニーなどのラグジュアリーブランドが入り、アパレルや飲食など115店舗が出店。神奈川県にゆかりのある生産者やクリエーターの商品を扱う売り場である「2416マーケット」のほか、VIP用のラウンジもルミネ運営のファッションビルとしては初めて導入された。3階から5階の屋外には半屋外の回遊デッキ、6階には屋外庭園「NEWoMan（ニュウマン）Garden」があり、JR横浜駅の10番線の上にはみ出すように設置されている。横浜駅東口の駅ビル横浜ターミナルビルには開館時からルミネ横浜店が入居しており、棲み分けがなされている。
開発コンセプトは「STORY…ING」。「新時代を自由に生きるヒトとともに、STORY（＝物語）をクリエイションし続ける場所」という意味が込められている。館内デザインは田根剛が担当し、「GLOBAL PORT CITY」をテーマとして壁や床には階によって異なるデザインのタイル約30万枚が使われている。

### ニュウマン高輪
2025年3月27日に街びらきした高輪ゲートウェイ駅に隣接するTAKANAWA GATEWAY CITYにNEWoMan高輪がオープン。本格的な営業開始は同年秋頃となるが、先行してブルーボトルコーヒーとフラワーギフトショップのニコライ・バーグマンが入居してのオープンとなった。

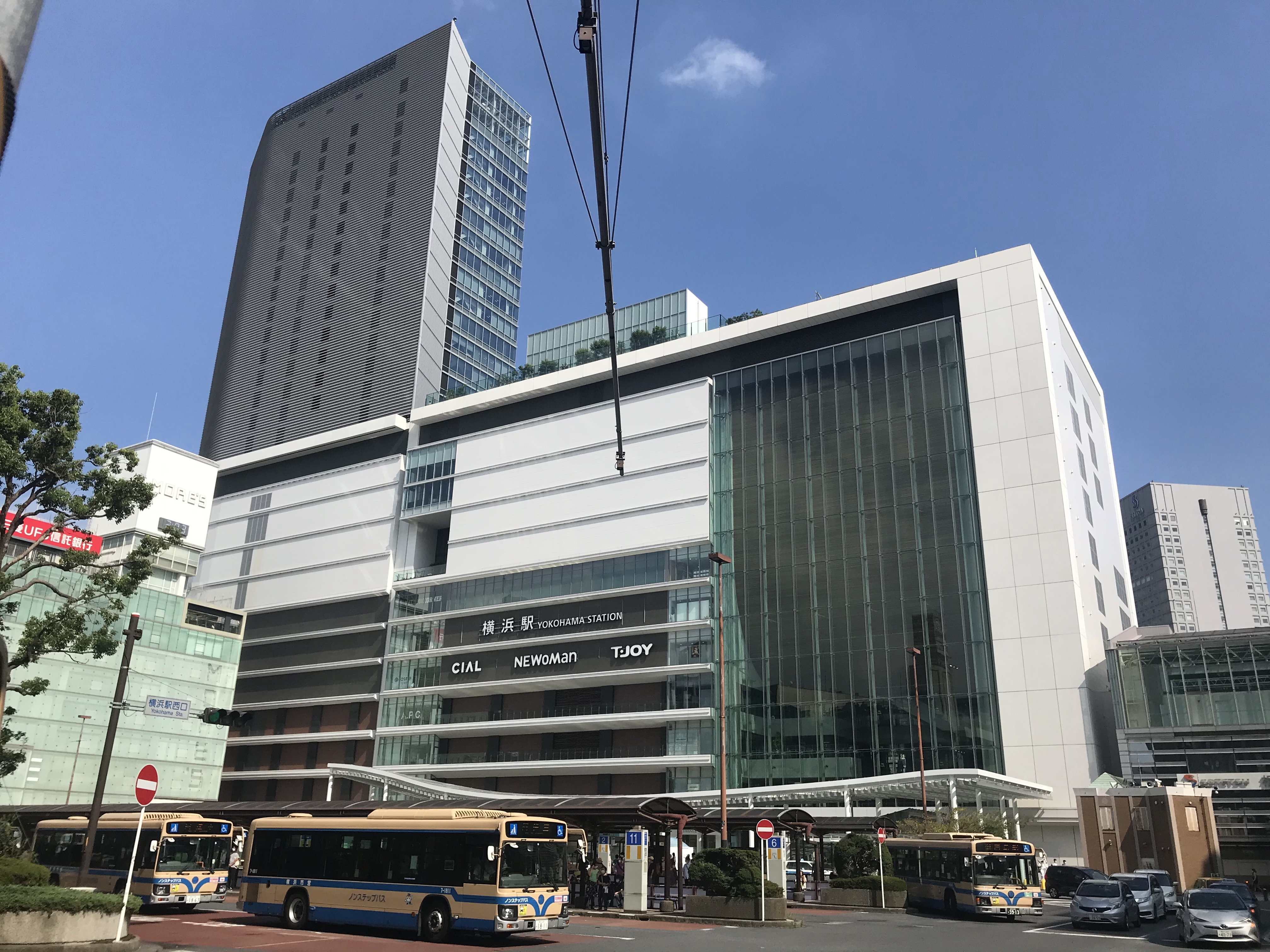
NEWoMan横浜が入居するJR横浜タワー
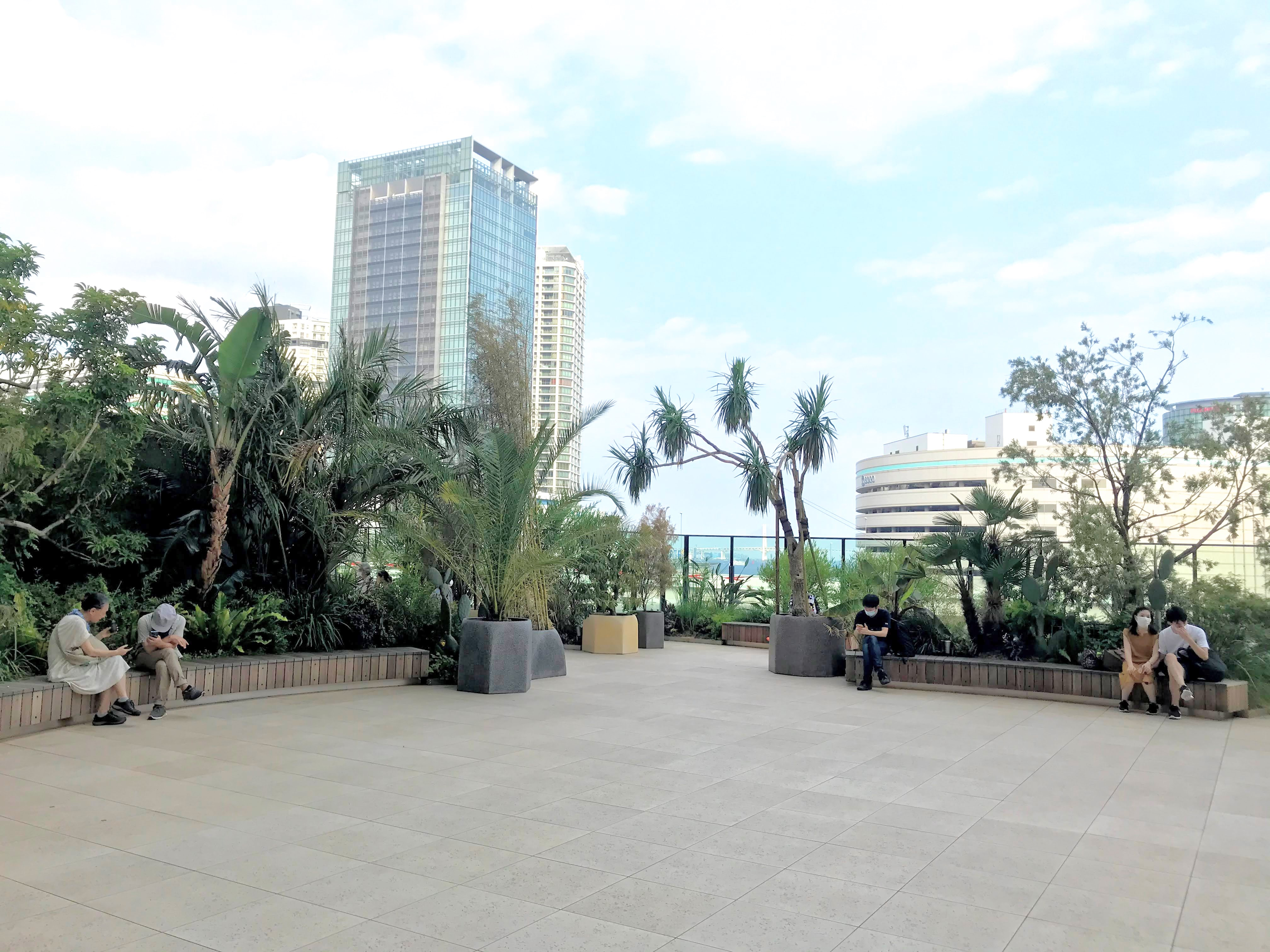
JR横浜タワー6階の屋上庭園「NEWoMan Garden」
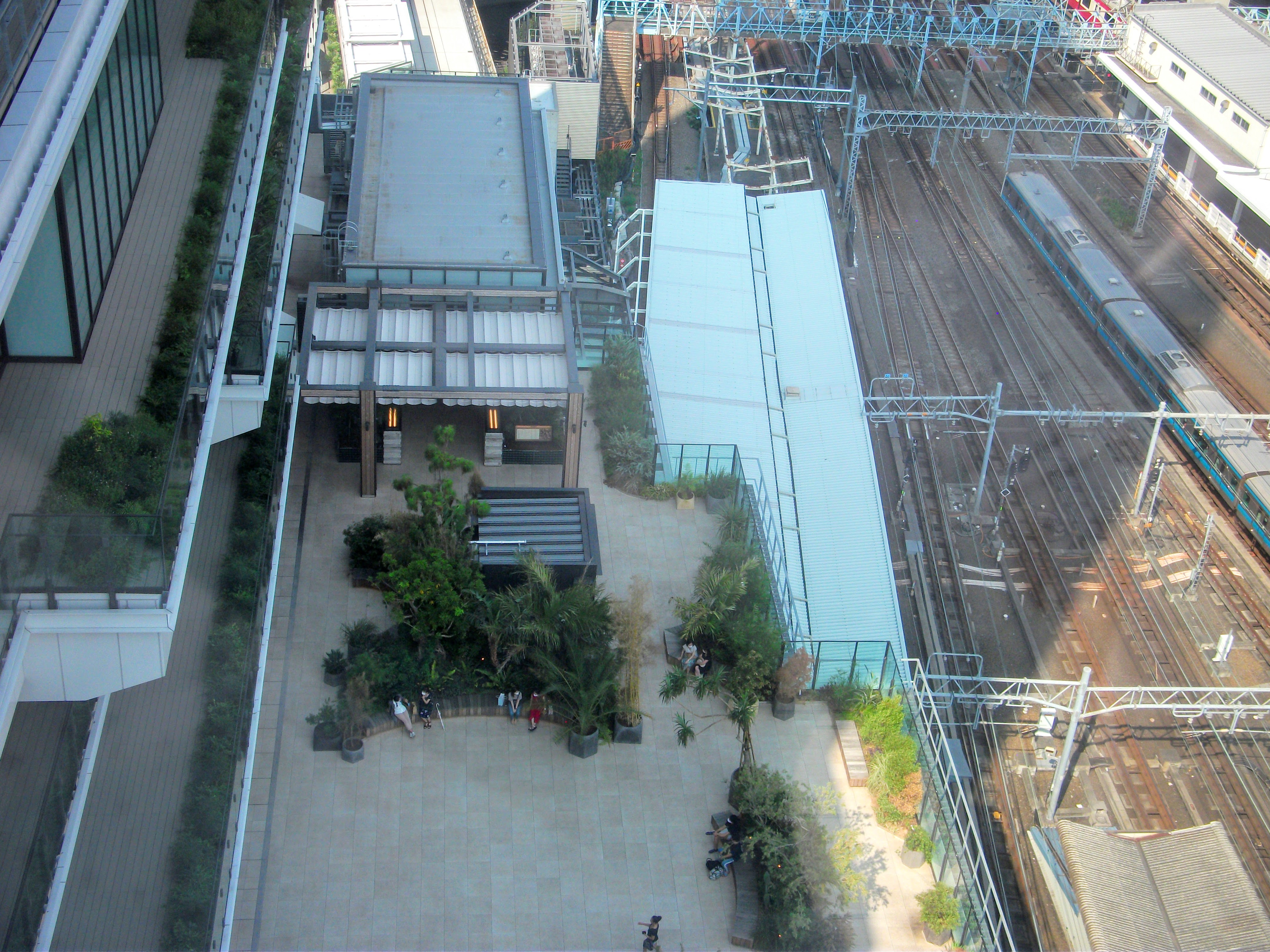
上から見た「NEWoMan Garden」と回遊デッキ
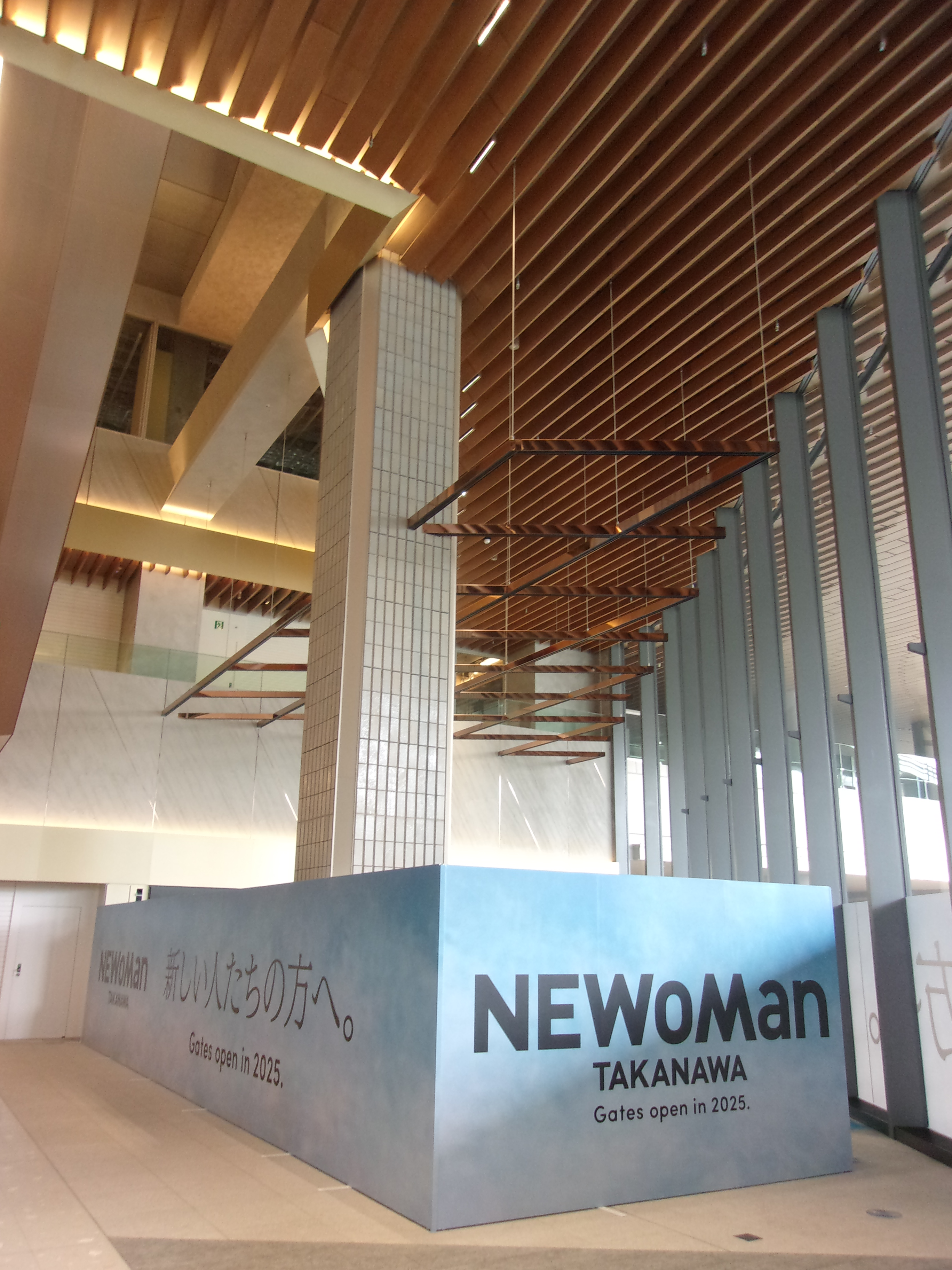
NEWoMan高輪のエントランスロビー

## オリジナルキャラクター
オリジナルキャラクターはルミネと同様、ルミ姉であるため、本項目での解説は割愛する。